# Alexandre Zemtsov
 (mai 2024).
Alexandre Nikolaïevitch Zemtsov (Александр Николаевич Земцов), né le 25 décembre 1948 et mort le 30 novembre 2012, est un savant russe et soviétique, spécialisé en astrophysique et en vulcanologie.

## Carrière
Alexandre Zemtsov est candidat en sciences géologiques et minéralogiques, diplômé de la faculté de mécanique et de mathématiques de l'université de Léningrad en astrophysique. Il est aspirant au doctorat en 1986 de l'Institut de volcanologie et de sismologie de département de l'Extrême-Orient de l'Académie des sciences de l'URSS; il soutient sa thèse intitulée Étude de la phase dispersée solide d'un nuage volcanique éruptif («Исследование твердой дисперсной фазы эруптивного вулканического облака»). Après sa soutenance, il travaille à l'Institut de volcanologie de l'Extrême-Orient russe, à l'Institut océanologique du Pacifique Ilitchev de l'Académie des sciences de l'URSS, puis à l'Institut géologique de l'Académie des sciences de Russie. Il prend part, ou bien organise et dirige plusieurs expéditions (dont certaines internationales) dans le domaine des volcans en activité du Kamtchatka et des îles Kouriles. À partir de l'an 2000, il est collaborateur à l'Institut d'histoire naturelle et technique de l'Académie des sciences de Russie. Il travaille sur sa future thèse de doctorat d'État Développement de la volcanologie physique en URSS.

## Réalisations scientifiques
Alexandre Zemtsov est l'auteur de plus de 80 travaux scientifiques.
Dans le cadre du sujet prévu du Département d'histoire des sciences de la Terre de l'Académie des sciences de Russie, Zemtsov a travaillé sur les sujets suivants: Développement de la volcanologie physique en Russie (XIX-XX siècles) et Manuels sur l'histoire de la géographie et l'histoire de géologie. Il a également mené des recherches dans les domaines suivants : l'histoire des technologies du basalte en URSS ; histoire de la recherche polaire en URSS (aspect organisationnel). En collaboration avec N.E. Ablessimov, il a publié la monographie Les Effets de relaxation dans les systèmes condensés hors équilibre. Basaltes : de l'éruption au filament. Malgré sa nature particulière, la monographie contient des informations sur l'histoire de la recherche scientifique. De sa propre initiative, A.N. Zemtsov a agi en tant que compilateur et rédacteur scientifique pour le recueil d'articles de S.A. Larkov et F.A. Romanenko, Les Ennemis du peuple au-delà du cercle polaire arctique.
Alexandre Nikolaïevitch Zemtsov était membre de la Société géographique russe, membre de l'Union des scientifiques de Saint-Pétersbourg, membre du conseil d'experts du Groupe de travail économique sous l'administration du président de la fédération de Russie, membre du comité de rédaction du Bulletin d'information Structures de bâtiments modernes. Il est l'un des cofondateurs de l'association Technologies basaltiques (2003) dont il était président du conseil scientifique et technique. 

## Source de la traduction
- (ru) Cet article est partiellement ou en totalité issu de l’article de Wikipédia en russe intitulé « Земцов, Александр Николаевич » (voir la liste des auteurs).

- VIAF
- ISNI
- IdRef
- LCCN
- GND
- Pologne
- NUKAT
- WorldCat